# Sam Pa
Sam Pa (em chinês:  徐京华), ou ainda Samo Hui, Sam King, Ghiu Ka Leung, António Sampo Menezes ou Xu Jinghua (que seria seu nome verdadeiro) ou Samo Xu (China, c. 1958) é um empresário sino-britânico-angolano, investigado e preso na China em 2015 sob acusação de traição ao partido comunista e corrupção.
Com um largo histórico de negócios obscuros, Sam Pa estaria envolvido em fraudes bilionárias em Angola e outros países africanos onde teria negócios como diretor da empresa 88 Queensway Group, e até com a empresa LaMia que se notabilizou com o acidente em 2016 que vitimou a equipe brasileira de futebol da Chapecoense.

## Histórico
Pa teria nascido na China, mas desde novo sua família se mudara para Hong Kong, então uma possessão britânica, ; mais tarde ele teria ido para a União Soviética onde receberia treinamento militar; ali, em Baku, teria conhecido o futuro líder angolano José Eduardo dos Santos, de quem ficou amigo.
Durante a guerra civil angolana ele atuou, com o nome de Samo Xu, como traficante de armas para os combatentes; ao fim do conflito ele mudou de ramo, passando a operar na intermediação do petróleo de Angola, em negócio que envolveu o português Hélder Bataglia e o francês Pierre Falcone, ambos envolvidos no escândalo conhecido por Angolagate a envolver na França diversas autoridades no tráfico de armas.
Junto aos dois parceiros, Pa teria urdido uma união entre a petrolífera Sonangol e a China International Fund Limited (pertencente ao seu 88 Queensway Group), criando a China Sonangol; em 2005 esta empresa passou a intermediar a venda do petróleo angolano, que adquiria ao valor de 55 dólares o barril, para a China ao valor de 100 dólares o barril.
O montante decorrente da defasagem deveria ser coberto com a construção de obras de infraestrutura, hospitais, etc., em Angola; contudo mais tarde suspeitou-se que esta contrapartida, feita em qualidade muito aquém da mínima necessária, era toda ela financiada por empréstimos junto a bancos estatais chineses, a juros muito abaixo daqueles que o próprio China International Fund utilizava em suas operações, o que multiplicaria ainda mais seus lucros. Em 2004 ele teria obtido permissão para explorar blocos petrolíferos na costa do país.
O modelo de negócio de Pa com Angola foi repetido por ele em Conacri (capital da Guiné) e no Zimbábue; neste último caso sua aproximação com o ditador Robert Mugabe rendeu-lhe a aplicação de sanções por parte dos Estados Unidos — medida esta que aparenta ser inócua, já que muitos dos negócios do 88 Queensway Group estão em nomes de terceiros, como sua esposa Veronica Fung, e é um dos grandes investidores do mercado imobiliário novaiorquino.
Outros negócios nebulosos de Pa incluem a Coreia do Norte, empresa de táxi, a ligação próxima com o vice-presidente angolano Manuel Domingos Vicente, e a ligação com o governador de Fujian, Su Shulin que, investigado por corrupção, levou à prisão de Pa por autoridades da China em 8 de agosto de 2015.
Suspeita-se ainda que Pa tenha usado a Ricardo Alberto Albacete Vidal, fundador da empresa aérea então venezuelana LaMia, como seu testa-de-ferro quando este em 2013 tentou transferir seus negócios para a Espanha e operar com destinos africanos.
Por conta do envolvimento com o político chinês, Pa também respondia a inquérito acerca do projeto de exploração dos blocos do litoral angolano, que levaram a investimentos avaliados em dez bilhões de dólares por parte da petrolífera Sinopec, e resultaram num prejuízo de 1,6 bilhão.